# Рэнфт, Джо
Джозеф Генри Рэнфт (англ. Joseph Henry Ranft) — американский сценарист и актёр озвучивания, в единичных случаях выступал как режиссёр, мультипликатор и продюсер. Анимационный фильм «История игрушек», сосценаристом которого является Рэнфт, в 1995 году был номинирован на получение кинопремии «Оскар» в категории «Лучший оригинальный сценарий».

## Биография
Джо Рэнфт родился в Пасадине, Калифорния, вырос в Уиттиере, городе в пригороде Лос-Анджелеса. В 1980 году он стал сотрудником студии Disney, выступал в качестве сценариста таких анимационных фильмов, как «Отважный маленький тостер», «Оливер и компания».
С 1991 года Рэнфт начал сотрудничество со студией «Pixar», он являлся автором сценария, а также актёром озвучивания полнометражных мультфильмов «История игрушек», «Приключения Флика».
В 2000-х годах Рэнфт работал над такими мультфильмами,как «Обезьянья кость»,«Корпорация монстров», «В поисках Немо», «Суперсемейка», «Тачки».
Джо Рэнфт погиб в результате автоаварии, произошедшей 16 августа 2005 года. Его водитель не справился с управлением, автомобиль пробил защитное заграждение и упал в реку Наварро, протекающую по калифорнийскому округу Мендосино.

## Фильмография

### Актёр
- Луау — вечеринка по-гавайски / Luau (1982) … I.Q.
- Отважный маленький тостер / The Brave Little Toaster (1987) … Elmo St. Peters
- Кто подставил кролика Роджера / Who Framed Roger Rabbit (1988) … Forensic #3
- Земля до начала времён / The Land Before Time (1988) … Danny
- Долина папоротников: Последний тропический лес / FernGully: The Last Rainforest (1992) … Barry the Fly
- Кошмар перед Рождеством / The Nightmare Before Christmas (1993) … Igor
- История игрушек / Toy Story (1995) … Lenny the Binoculars
- Скуби-Ду на острове мертвецов / Scooby-Doo on Zombie Island (1998) … Jack
- Приключения Флика / A Bug`s Life (1998) … Heimlich
- A Bug`s Life (1998) (комп. игра) … Heimlich
- Скуби-Ду и призрак ведьмы / Scooby-Doo! and the Witch's Ghost (1999) … Enormous Turkey
- История игрушек 2 / Toy Story 2 (1999) … Wheezy the Penguin
- Томас и волшебная железная дорога / Thomas and the Magic Railroad (2000) … Donald
- Базз Лайтер из звездной команды: Приключения начинаются / Buzz Lightyear of Star Command: The Adventure Begins (2000) … Wheezy
- Скуби-Ду и нашествие инопланетян / Scooby-Doo and the Alien Invaders (2000) … Spider
- Обезьянья кость / Monkeybone (2001) … Streetsquash Rabbit
- Скуби-Ду и киберпогоня / Scooby-Doo and the Cyber Chase (2001) … Moon Goon #1
- Корпорация монстров / Monsters, Inc. (2001) … Additional Voice
- В поисках Немо / Finding Nemo (2003) … Jacques
- Finding Nemo (2003) (комп. игра) … Jacques the shrimp
- Extreme Skate Adventure (2003) (комп. игра)
- Суперсемейка / The Incredibles (2004) … Additional Voices
- Губка Боб Квадратные Штаны (фильм) / The SpongeBob SquarePants Movie (2004) … Reporters
- Цыплёнок Цыпа / Chicken Little (2005) … Doggy Loggy
- Тачки / Cars (2006) … Red / Jerry Recycled Batteries / Peterbilt
- Cars Mater-National (2007) (комп. игра)

### Сценарист
- Fun with Mr. Future (1982)
- Отважный маленький тостер / The Brave Little Toaster (1987)
- Sport Goofy in Soccermania (1987)
- Оливер и компания / Oliver & Company (1988)
- Спасатели в Австралии / The Rescuers Down Under (1990)
- Новые приключения Пса и его друзей / Rock-a-Doodle (1991)
- Красавица и чудовище / Beauty and the Beast (1991)
- Король Лев / The Lion King (1994)
- История игрушек / Toy Story (1995)
- Отважный маленький тостер: Лучший друг / The Brave Little Toaster to the Rescue (1997)
- Приключения Флика / A Bug`s Life (1998)
- Тачки / Cars (2006)
- Мэтр и Призрачный Свет / Mater and the Ghostlight (2006)

### Режиссёр
- Тачки / Cars (2006) (сорежиссёр; Джо Рэнфт умер в 2005 году, не дожив до премьеры этого мультфильма, который в дальнейшем был ему посвящён)

### Продюсер
- Труп невесты / Corpse Bride (2005) (исполнительный)